# 압록역
압록역(Amnok station, 鴨綠驛)은 전라남도 곡성군 오곡면 압록리에 위치한 전라선의 역이다. 압록강과는 관련이 없다. 
SBS 드라마 《모래시계》의 촬영장소로 사용되기도 했다. 드라마 초반에 태수의 어머니가 역에 들어오는 열차에 몸을 던져 자살하기 전 하염없이 바라보던 소나무가 역 구내에 있다.

## 연혁
- 1936년 12월 15일 : 보통역으로 영업 개시
- 1958년 10월 22일 : 역사 신축 완공
- 1994년 10월 1일 : 화물 취급 중지
- 1997년 12월 29일 : 현 역사 신축 완공
- 2008년 12월 1일 : 여객 취급 중지